# Gerberga de Provenza
Gerberga (1045/65–1115), también escrito Gerberge o Gerburge, fue la condesa de Provenza durante más de una década, hasta  1112. Provenza es una región ubicada en la parte sudeste de lo que hoy en día es Francia y no pasó a formar parte de la Corona francesa hasta 1481 (mucho después de la época de Gerberga).
La condesa Gerberga era una descendiente de Godofredo I de Provenza (quien fue conde de Provenza junto a sus hermanos) y su esposa Etiennette. Sin embargo, Gerberga no lo sucedió de forma inmediata, sino que más bien fue condesa décadas después de su muerte, tiempo durante el cual otros parientes desempeñaron el cargo. No queda claro exactamente cuándo se convirtió en condesa: las fuentes indican que no fue antes de 1093 ni después de 1100.
Ella y su esposo, Gilberto I de Gévaudan, fueron considerados virtuosos. Él participó en las cruzadas, donando muchas reliquias de Oriente medio a iglesias en Provenza. Gilberto más tarde murió en 1108.  Gerberga entonces asumió el control del gobierno, y se dice que gobernó sabiamente. En 1112, su hija mayor Dulce se casó con Ramón Berenguer III de Barcelona, momento en el cual Provenza le fue cedida a él. Su segunda hija, Estefanía, reclamaría el condado y esto precipitó las guerras baussenques en 1144.